# NGC 3318A
NGC 3318A في الفهرس العام الجديد، هي مجرة، تقع في كوكبة الشراع. اكتشفت بواسطة جون هيرشل.

## روابط خارجية
- NGC 3318A على موقع ويكي سكاي: DSS2, SDSS, GALEX, IRAS, Hydrogen α, X-Ray, Astrophoto, Sky Map, Articles and images